# Bernardo de Sousa Franco
Bernardo de Sousa Franco, Visconde de Sousa Franco (Belém, 28 de julho de 1805 — Rio de Janeiro, 8 de maio de 1875) foi um jornalista, magistrado, político e estadista brasileiro.

## Biografia

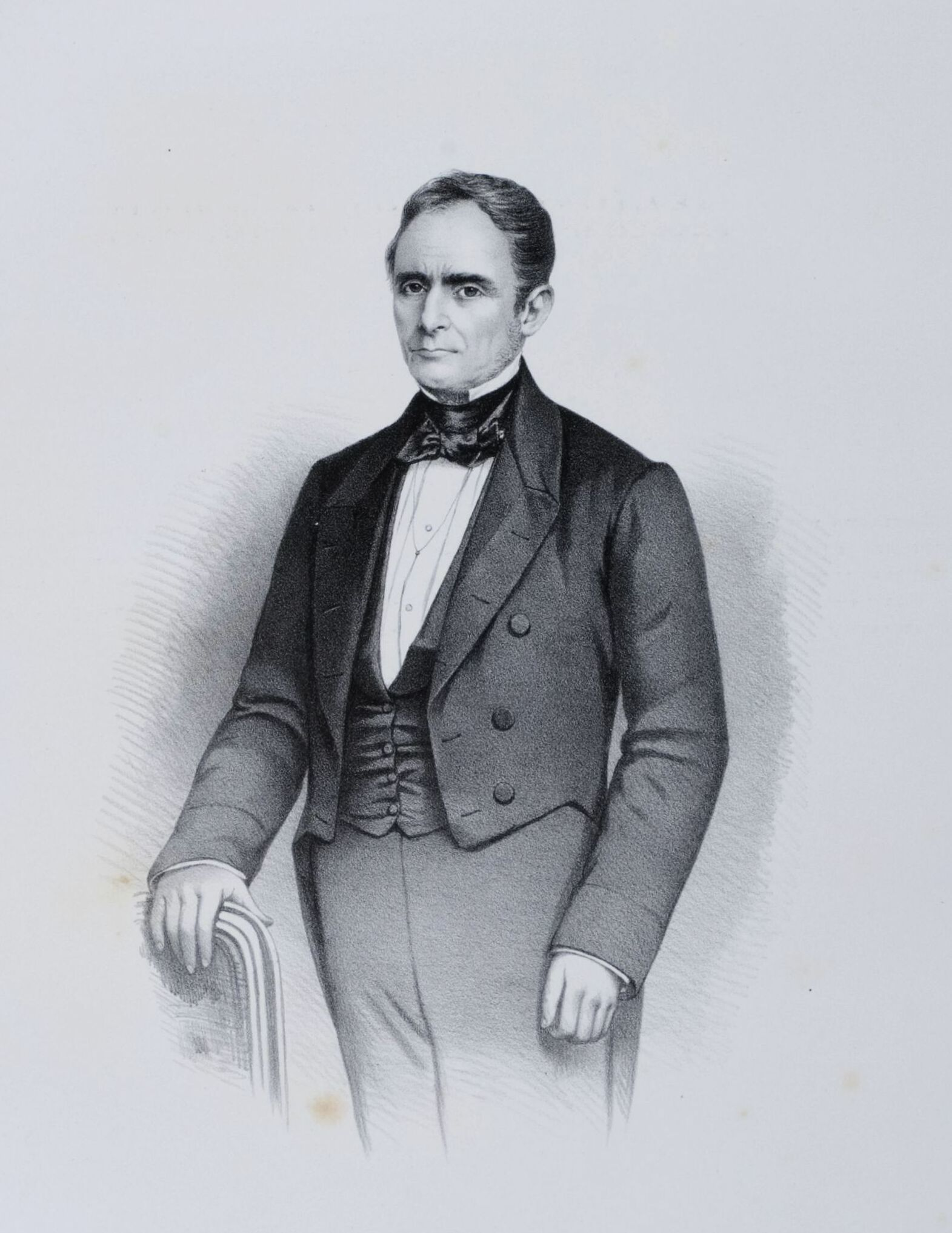
Visconde de Souza Franco, por Sébastien Auguste Sisson

Natural de Belém, no Pará, era filho do negociante Manuel João Franco e de Catarina de Oliveira. Era irmão de Ana Rufina de Sousa Franco Correia, Baronesa de Cametá, e cunhado de Maria José da Gama e Silva Leitão da Cunha, Baronesa de Mamoré. Foi casado com D. Thereza de Jesus da Gama e Silva.
Estudou no Seminário Episcopal de Belém. Quando tinha 18 anos de idade, fez parte de uma rebelião pró-independência do Brasil, em abril de 1823. Foi punido pelas autoridades, sendo inicialmente preso e, após, deportado para Lisboa através do navio Andorinha do Tejo, que levou a bordo 257 independentistas, dos quais muitos morreram durante a viagem. Em Lisboa, foi mantido preso no Forte de São Julião da Barra. Quando recebeu liberdade, retornou para seu país de origem, chegando ao Pará em fevereiro de 1824.
Em 1831, foi morar em Olinda, Pernambuco, para estudar na Faculdade de Direito da cidade. Ali concluiu o bacharelado em Ciências Jurídicas e Sociais em 1835. Durante os estudos, ganhou vários prêmios. Em março de 1836, voltou para o Pará.
Em Belém, trabalhou como procurador fiscal do Tesouro Provincial por dois meses. Em agosto de 1836, foi designado juiz de Direito, atuando em um Juizado Cível da capital. Em 1854, quando era desembargador, deixou a magistratura e retornou à advocacia, exercendo a profissão na capital do Império. Também atuou no jornalismo, colaborando com os jornais A Voz do Beberibe e o Diário de Pernambuco.
Nas 4ª e 9ª Legislaturas, representou o Pará como deputado-geral, com o primeiro mandato tendo começo em maio de 1837. Seu primeiro partido foi o Conservador. Posteriormente, em 1843, se juntou ao Partido Liberal. Como legislador, foi considerado um bom orador e um debatedor renomado, em especial nas questões envolvendo as finanças.
Por dois períodos, presidiu a Província do Pará, de abril de 1839 a fevereiro de 1840 e de fevereiro de 1841 a abril de 1842. De junho a dezembro de 1844, foi presidente da Província de Alagoas. Deixou Alagoas por conta de uma revolta, sendo retirado da província pelo iate Caçador. Depois, presidiu a Província do Rio de Janeiro, entre novembro de 1864 a setembro de 1865.
Em 1839, foi escolhido como sócio correspondente do Instituto Histórico e Geográfico Brasileiro. Fez parte ainda da Academia Imperial de Belas Artes, como membro honorário a partir de 1855. Em 1840, atuou como comissionário no âmbito do processo de demarcação de fronteiras com a Guiana Francesa. Também fundou em 1841 o Colégio Estadual Paes de Carvalho, localizado em Belém.
Em 1853, a Câmara dos Deputados do Império rejeitou sua posse como deputado, anulando seu diploma de parlamentar eleito. No entanto, retornaria ao Parlamento brasileiro a partir de 1855 até sua morte, como membro do Senado Imperial, representando a Província do Pará. Havia sido nomeado senador pelo imperador Dom Pedro II, a partir de lista tríplice enviada ao monarca para o preenchimento da vaga do senador José Clemente Pereira, falecido em 1854.
Dentre os debates políticos de sua época, foi contrário ao golpe da maioridade, apesar de ser à favor da monarquia constitucional; defendeu a aprovação da Lei do Ventre Livre; e durante a Questão religiosa, manifestou-se de forma contrária aos bispos.
No âmbito nacional, foi ministro dos Negócios Estrangeiros e ministro da Fazenda, em 1848 e 1857. Em 1859, foi nomeado para o Conselho de Estado, em caráter extraordinário; depois, em 1866, de forma ordinária. Em 1872, recebeu o título de Visconde de Souza Franco pelo Conselho de Estado. Outros títulos que lhe foram outorgados incluem o de grão-cruz da Ordem Militar de Cristo e de dignatário da Imperial Ordem da Rosa.
O Visconde de Souza Franco faleceu em 1875. Foi um dos políticos paraenses de maior projeção durante o regime imperial. Foi incluído na Galeria dos brasileiros ilustres.